# Untamed
| Оценки критиков   | Оценки критиков |
| Источник          | Оценка          |
| ----------------- | --------------- |
| Allmusic          | [ 1 ]           |
| Country Exclusive | [ 2 ]           |
| Focus on the 615  | [ 3 ]           |

Untamed — дебютный студийный альбом американской кантри-певицы и автора Cam (Camaron Marvel Ochs), изданный 11 декабря 2015 года на студиях Arista Nashville и RCA. Диск в первую неделю релиза достиг позиции № 2 в кантри-чарте США (Top Country Albums) и двенадцатого места в американском хит-параде Billboard 200 с дебютным тиражом 37 000 копий. Четвёртый трек с альбома песня Burning House стала популярной, получила золотую сертификацию и была номинирована на Премию «Грэмми» за лучшее сольное кантри-исполнение.

## История
Кэм начала работать над Untamed в 2010 году, сотрудничая с лауреатом премии Грэмми продюсером и мультиинструменталистом Джефф Баскер и Tyler Johnson в создании песен и продюсировании. Джефф Баскер известен по своим работам в качестве продюсера с такими известными музыкантами как Бруно Марс, Лана Дель Рей и Fun. Кэм впервые создавала песни совместно с Tyler Johnson, который работал под крылом у Джеффа Баскера.
Альбом вышел 11 декабря 2015 года на лейблах Arista Nashville и RCA Records.
Альбом получил положительные отзывы музыкальной критики и интернет-изданий, например, AllMusic, Focus on the 615, The New York Times, Rolling Stone Country, The Washington Post, Brooklyn Magazine, Renowned for Sound, Entertainment Weekly, Associated Press. Журнал Rolling Stone назвал его одним из лучших кантри-альбомов 2015 года и включил в свой список «40 Best Country Albums of 2015» на позиции № 15.

### Рейтинги
| Публикация           | Ранг | Список                             |
| -------------------- | ---- | ---------------------------------- |
| Entertainment Weekly | 4    | The 10 Best Country Albums of 2015 |
| Rolling Stone        | 15   | 40 Best Country Albums of 2015     |

## Список композиций
| №                   | Название                          | Автор(ы)                                  | Длительность |
| ------------------- | --------------------------------- | ----------------------------------------- | ------------ |
| 1.                  | «Untamed» ()                      | Camaron Ochs Tyler Johnson Casey Beathard | 3:30         |
| 2.                  | «Hungover on Heartache»           | Ochs Johnson Zachary Werner               | 3:13         |
| 3.                  | «Mayday»                          | Ochs Johnson                              | 3:36         |
| 4.                  | «Burning House»                   | Ochs Johnson Jeff Bhasker                 | 3:54         |
| 5.                  | «Cold in California»              | Ochs Johnson Jeremy Spillman              | 3:10         |
| 6.                  | «My Mistake»                      | Ochs Johnson                              | 3:22         |
| 7.                  | «Runaway Train»                   | Ochs Anders Mouridsen Bhasker             | 3:01         |
| 8.                  | «Half Broke Heart»                | Ochs Luke Laird Johnson                   | 3:06         |
| 9.                  | «Want It All» ()                  | Ochs Johnson Phil Vassar                  | 3:09         |
| 10.                 | «Country Ain't Never Been Pretty» | Ochs Mouridsen                            | 3:39         |
| 11.                 | «Village»                         | Ochs David Manzoor Natalie Murphy         | 3:55         |
| Общая длительность: | Общая длительность:               | Общая длительность:                       | 37:24        |

## Чарты
| Чарт (2015–17)                     | Высшая позиция |
| ---------------------------------- | -------------- |
| Австралия (ARIA)                   | 61             |
| Канада (Canadian Albums Chart)     | 43             |
| Шотландия (Scottish Albums Chart)  | 65             |
| США (Billboard 200)                | 12             |
| США (Billboard Top Country Albums) | 2              |

| Чарт (2016)                         | Позиция |
| ----------------------------------- | ------- |
| США (Billboard 200)                 | 167     |
| США (Top Country Albums, Billboard) | 19      |

## Награды и номинации
| Год  | Церемония     | Категория                                     | Результат |
| ---- | ------------- | --------------------------------------------- | --------- |
| 2016 | Grammy Awards | Best Country Solo Performance «Burning House» | Номинация |